# Benoît Labannierre
Vous pouvez aider à l'améliorer ou bien discuter des problèmes sur sa page de discussion.
- Il semble être autobiographique ou autocentré et avoir fait l'objet de modifications substantielles, soit par le principal intéressé, soit par une personne en lien étroit avec le sujet. Il peut être nécessaire de l'améliorer pour respecter le principe de neutralité de point de vue. (Marqué depuis mars 2024)
- Il fait référence à des sources qui ne semblent pas présenter la fiabilité et/ou l'indépendance requises. Vous pouvez aider, soit en recherchant des sources de meilleure qualité pour étayer les informations concernées, soit en attribuant clairement ces informations aux sources qui semblent insuffisantes, ce qui permet de mettre en garde le lecteur sur l'origine de l'information. (Marqué depuis mars 2024)

- Archive Wikiwix
- Bing
- Cairn
- DuckDuckGo
- E. Universalis
- Gallica
- Google
- G. Books
- G. News
- G. Scholar
- Persée
- Qwant
- (zh) Baidu
- (ru) Yandex
- (wd) trouver des œuvres sur Wikidata

Vous pouvez aider à l'améliorer ou bien discuter des problèmes sur sa page de discussion.
- Il ne cite pas suffisamment ses sources. Vous pouvez indiquer les passages à sourcer avec {{référence nécessaire}} ou {{Référence souhaitée}}, et inclure les références utiles en les liant aux notes de bas de page. (Marqué depuis mars 2024)
- Cet article biographique nécessite des références supplémentaires pour assurer sa vérifiabilité. (Marqué depuis mars 2024)
- Les conventions bibliographiques ne sont pas respectées. La bibliographie et les liens externes sont à corriger. (Marqué depuis mars 2024)

- Archive Wikiwix
- Bing
- Cairn
- DuckDuckGo
- E. Universalis
- Gallica
- Google
- G. Books
- G. News
- G. Scholar
- Persée
- Qwant
- (zh) Baidu
- (ru) Yandex
- (wd) trouver des œuvres sur Wikidata

Benoît Labannierre est un humoriste français né le 6 janvier 1971 à Porto-Vecchio (Corse, actuelle Corse-du-Sud).
Il fait ses débuts, en décembre 1995, dans le duo Lacroix & Labannierre avec Philippe Francou, sur les planches du Télémac Théâtre de Nîmes. Dans un atelier de café-théâtre, il rencontre Pascal Miralles. Ils fondent la troupe des Zygomateurs.
Benoît Labannierre écrit des sketches pour la troupe. À Montpellier, jusqu'en 1998, la troupe rencontre le succès lors de matches d'improvisation.
Benoît fait une carrière de musicien (il est multi-instrumentiste) au sein de son groupe de bal.
En 1998, Benoît Labannierre produit son premier one-man-show, sur différentes scènes nîmoises et montpelliéraines.

## Biographie

### Paris
En septembre 1998, il emménage à Paris, place Pigalle. Il passe une audition au Carré Blanc, le café-théâtre.
Il est engagé par Philippe Richard, le directeur du Carré Blanc. Il se produira tous les soirs pendant deux ans. Lors d'une de ses prestations, il est remarqué par Gérard Louvin, à l'époque producteur à TF1 : il est engagé à faire partie de l'émission Coups d'humour. Il fera plus de cinquante passages télévisuels en deux ans.

### L'émancipation
En 2001, Benoît obtient une saison aux Blancs-Manteaux, qui se prolongera pendant deux ans. Il fait les premières parties d'Anne Roumanoff, Franck Dubosc, Christophe Alévêque, participe au Festival Juste pour rire de Montréal, au Québec, devant 1500 personnes.
Il commence des tournées jusqu'en 2006 (Belgique, Luxembourg, Suisse…) et joue à Paris : Point-Virgule, Blancs Manteaux, La Providence, Café Oscar….
En 2007, Pierre Palmade le met en scène dans son nouveau spectacle au Point-Virgule, où Benoît se produit de janvier à juin. Il écrira pour Pierre Palmade, qui prépare une émission sur France 3.
En septembre 2007, Benoît accepte l'offre de Nagui : être l'auteur de sa matinale, présentée avec Manu Lévy sur Virgin Radio. La saison 2007-2008, Benoît découvre le rythme de l'écriture quotidienne à la radio.

### Le retour au pays
En juin 2008, Benoît revient avec femme et enfants dans sa ville de Nîmes. En août, il reforme les Zygomateurs.  La troupe joue un nouveau spectacle dès septembre pendant un mois, à Montpellier.
En octobre, Philippe Vaillant, le producteur d'Anne Roumanoff, lui commande l'écriture d'une mini-série intitulée Les Éphémérires (visibles sur Youhumour), coécrit avec Bertrand Fournel et réalisé par Pascal Miralles.
Benoît Labannierre a écrit une pièce comique intitulée La Manade des gens heureux, qui se situe en Camargue. Il l'interprète avec Philippe Francou et Pierre Du Tremblay (alias Pierre Lazzarotto).

## Filmographie
- 1999-2004 : Les Coups d'humour
- 2001 : Drôle de scène
- 2002 : Festival de Porto-Vecchio 2002
- 2002 : L’émission de Maxime
- 2002 : Festival de Porto-Vecchio 2002
- 2004 : Ça déconne sur scène
- 2004 : Journal de 13h00 de Daniel Bilalian
- 2006 : La Grande Tournée
- 2009 : les éphémérires
- 2011 : La petite Histoire
- 2011 : Gouvernement[1]
- 2012 : Lignes de vie
- 2012 : La vie de Ben
- 2012 : On n'demande qu'à en rire[2]
- 2013 : Vendanges d'hiver[3]
- 2014 : dans la tête des gens

## Théâtre et One-man show
En 2000, il participe à la tournée française Le Meilleur des coups d'humour, qui fait suite à l'émission de télévision. Il se produit en 2002 au festival Juste pour rire à Montréal. En 2003-2004, il est à l'affiche au Théâtre des Blancs-Manteaux pour Serial Comic. En 2007, il se produit, de janvier à juin, au Point-Virgule avec Play, produit par « Ki m'aime me suive ». De 2009 à 2014, il joue dans de nombreuses pièces de boulevard au Kawa Théâtre de Montpellier (tout baigne, Un putain de conte de fée, Toc-Toc, Full Monty, Ma femme s'appelle Johnny, La Manade des gens heureux, Entre adultes consentants, etc.). En 2014, il crée le stand-up J'ai oublié de vous dire (one-man show), suivi la même année du spectacle  Benoît Labannierre passe le temps, où il est également seul en scène. Ce spectacle est co-écrit avec Guilhem Connac.